# オーストリアの村つばめ
『オーストリアの村つばめ』（オーストリアのむらつばめ、ドイツ語: Dorfschwalben aus Österreich）作品164は、ヨーゼフ・シュトラウスが作曲したウィンナ・ワルツ。

## 解説

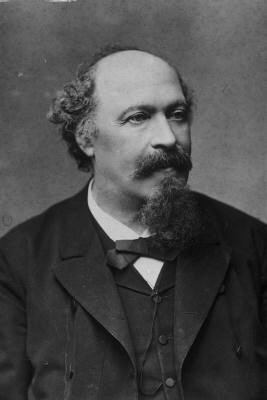
小説『オーストリアの村つばめ』の作者、アウグスト・ジルバーシュタイン

1862年から翌1863年にかけて、オーストリアの小説家アウグスト・ジルバーシュタインが長編大衆小説『オーストリアの村つばめ』を発表した。この小説は、アルプスの自然とそこに暮らす純情素朴な青年の恋心を綴ったものであり（作者の村に伝わる民話ともいわれる）、当時のベストセラーとなっていた。ジルバーシュタインはヨーゼフの長年の友人であり、彼の小説から着想を得て、ヨーゼフは小説と同名のこのワルツ『オーストリアの村つばめ』を作曲した。ジルバーシュタインの小説と同じく、このワルツも村ツバメが訪れる初夏のウィーンの自然を表現した牧歌的なものとなっている。
1864年9月6日、ジルバーシュタインへの献呈という形で、ウィーンのフォルクスガルテンにおいて初演された。同日には、小説『オーストリアの村つばめ』のヒロインの心情を描いているのではとも推測されるポルカ・マズルカ『女心』（作品166）も初演されており、この2つの作品はそろってヨーゼフの代表作となった。
1870年7月22日、ワルシャワでの事故が原因となってヨーゼフは若くして死去した。それから3か月後の10月18日に追悼式が行われたが、この時、兄であるヨハン・シュトラウス2世の指揮のもとで、初演された時と同じく『女心』とともに演奏されている。
なお、ツバメはオーストリアの国鳥であり、このワルツはオーストリアの豊かな自然を象徴する曲ともみなされている。のちに歌詞が付けられ、ウィーン少年合唱団のレパートリーにもなって親しまれている。

## 楽曲構成

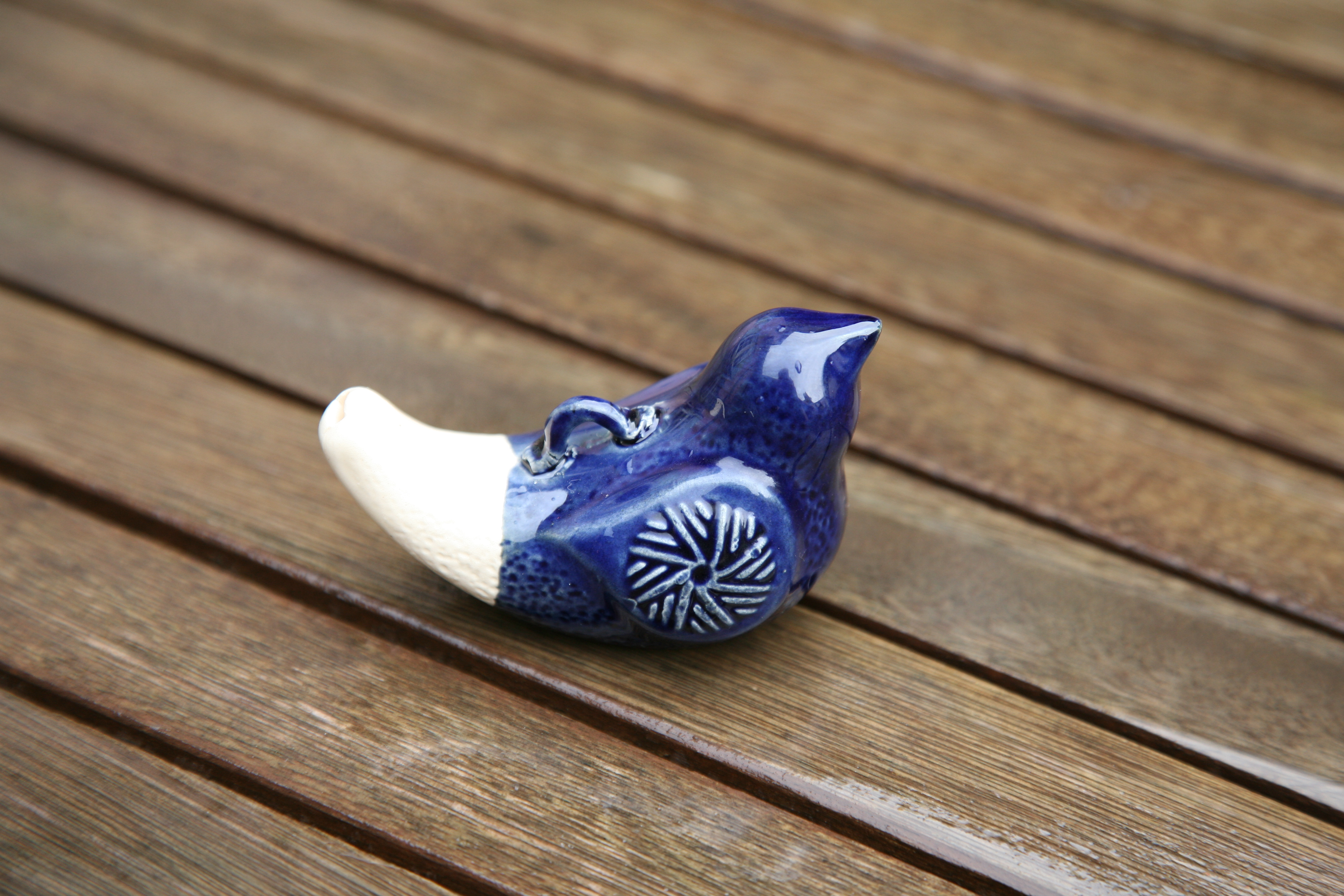
鳥笛

ウィンナ・ワルツ創成期にヨーゼフ・ランナーや父親のヨハン・シュトラウス1世が用いたレントラー風ワルツの形式をとり、ヨーゼフが多大な影響を受けたとされるシューベルト風の旋律を五種用いている。演奏時間はおよそ8分30秒である。
変ホ長調の第一と第二主題をもつ序奏的ワルツ、それに続いて変ホ長調、変ロ長調、変ホ長調、変イ長調の旋律のワルツが、クラリネットやヴァイオリンで主奏される。しばしば木管によってツバメの鳴き声が模倣され、牧歌的な初夏の風景が展開される。ツバメの鳴き声の表現については、木管ではなく鳥笛が用いられることも多い。

## 余談
- 2011年、「オーストリアを象徴するデザイン」のひとつとして、美貌の皇后エリーザベト、女帝マリア・テレジアの「宝石の花束（ドイツ語版）」と並んで、当楽曲をモチーフにしたコインペンダントが田中貴金属ジュエリーから発売されている[5]。